# إدوارد تشيستر بارنارد
إدوارد تشيستر بارنارد (بالإنجليزية: Edward Chester Barnard)‏ هو طوبوغرافي ‏ أمريكي، ولد في 1863 في نيويورك في الولايات المتحدة، وتوفي في 1921.